# Арчиле (Сиракуза)
Арчиле је насеље у Италији у округу Сиракуза, региону Сицилија.
Према процени из 2011. у насељу је живело 29 становника. Насеље се налази на надморској висини од 104 м.